# Grypopalpia iridescens
Grypopalpia iridescens is een vlinder uit de familie wespvlinders (Sesiidae), onderfamilie Sesiinae.
Grypopalpia iridescens is voor het eerst wetenschappelijk beschreven door Hampson in 1919. De soort komt voor in het Afrotropisch gebied.